# Chelodina oblonga
Espèce
Synonymes
- Chelodina rugosa Ogilby, 1890
- Chelodina siebenrocki Werner, 1901
- Chelodina intergularis Gray, 1915

Statut de conservation UICN

 NT  : Quasi menacé
Chelodina oblonga est une espèce de tortues de la famille des Chelidae.

## Répartition
Cette espèce se rencontre :
- dans le nord de l'Australie, au Queensland, dans le Territoire du Nord et en Australie-Occidentale ;
- dans le sud de la Papouasie-Nouvelle-Guinée ;
- dans le sud de la Papouasie en Indonésie.

## Publication originale
- Gray, 1841 : A catalogue of the species of reptiles and amphibia hitherto described as inhabiting Australia, with a description of some new species from Western Australia.  Journals of Two Expeditions of Discovery in North-west and Western Australia, during the years 1837, 38 and 39, under the Authority of Her Majesty's Government, T. & W. Boone, London, vol. 2, p. 422–449 (texte intégral).